# Докудовские
Докудовские — древний русский дворянский род.
Род внесён в дворянскую родословную книгу Тульской и Рязанской губерний.

## История рода
Данила Сераго ряжский боярский сын († 1579). Степан и Иван Сергеевичи, Иван Никитич вёрстаны новичными окладами по Ряжску (1592).
Трое представителей рода служили городовыми дворянами по Ряжску (1628). Внуку Терентия Степановича жильцу, Тимофею Фёдоровичу пожалована вотчина в Ряжском уезде (1687).
Один представитель рода владел населённым имением (1699).
- Докудовский, Василий Абрамович (1798—1874) — генерал-майор, Георгиевский кавалер, автор «Воспоминаний» и «Дневника»[2].